# Hoffmann János (festő)
Hoffmann János (Palást, 1870. február 21. – Szeged, 1957. január 19.) magyar festőművész, rajztanár.

## Pályafutása
Apja Hoffmann Ferenc kincstári bányakőmíves volt, anyja Hoffmann Zsuzsanna. 1870. február 24-én keresztelték. A Képzőművészeti Akadémiát 1888–1896 között végezte el; tanárai Lotz Károly és Székely Bertalan voltak. A tresztanai katolikus gimnáziumba ment, ahol kilenc évig tanított. Kiállított a Műcsarnokban, művei a Magyar Nemzeti Galériában is megtekinthetőek. A makói főgimnáziumba 1901-ben került; itt harminc évig tanított, egészen 1932-ig. 1905-től az Iskola u. 18. szám alatt álló, klasszicista Faragó-házban lakott. Rajzot, géprajzot, és rajzoló mértant tanított. Növendéke volt József Attila és Páger Antal is.
Városi működésének első éveiben rendszeresen szerepelt kiállításokon. 1902–1903 között a Nemzeti Szalon szombathelyi tárlatán bemutatták két tájképét, majd az Országos Magyar Képzőművészeti Tárlat Szegeden megrendezett kiállításán egy figurális és egy tájképpel mutatkozott be. Ugyanitt a következő évben három olajfestményét állították ki. 1905-1906 között Budapesten és Szegeden, a következő tanévben egy felvidéki vándorkiállításon, Pozsonyban, Aradon és Szegeden szerepeltek a képei.
1907 után - valószínűleg egy rosszul viselt kritika miatt - egyetlen képét sem küldte be az országos tárlatokra. Rajzoktatási és művészettörténeti cikkei, kritikái az Iparművészet Országos Értesítője, a Rajz és az Iparművészet hasábjain jelentek meg. Közéleti írásait a Makói Friss Újság publikálta.
Főként tájképeket festett, műveinek elsődleges tárgy a természet volt. Városképet, portrét is alkotott. 1926-1927 között tanártársának, Márton Györgynek fölkérésére elvállalta két hagymás tanulmány illusztrálását. Olaj és akvarell technikával dolgozott; képeinek többsége szétszóródott az ismerősök és a rokonok között. Mintaszerű illusztrációkat készített Eperjessy Kálmán bökényi őstelepről és a Kopáncs-pusztai éremleletről szóló publikációihoz. Ismertebb művei közé tartozik Purgly Emil földművelési miniszter arcképe, valamint a Feleségem és Uzsok című alkotása.
Felesége Ladvenszki (?) Jozefin volt, akivel 1896-ban kötött házasságot Iglón.
Sírja a római katolikus temetőben található, rá csak egy szót véstek: Édesapánk.

„Naturális festményeinek különösebb társadalmi mondanivalója nem volt, helyi csoportos tárlatokon olykor szerepelt képeivel. Emberkerülő volt, már hajnalban indult fehér szalmakalapjával és kerékpárjával a Maros töltésén festeni. Tanár társaival sem oldódott föl, mindenkit kollega úrnak szólított. A maga palóc nyelvjárásával kedélyeskedett a tanulókkal: „ná té májom, ná, té lékvár". Inkább túlzott szigorúság jellemezte óráit. Ha rossz volt valakinek a rajza, barackot nyomott a fejére, de erős és kemény kézzel; ütlegnek is megfelelt.”

– Tóth Ferenc: Erdei Ferenc, a makói diák. A Makói Múzeum Füzetei 52. (Makó, 1986) 21. old.